# Торговицька волость
Торговицька волость — адміністративно-територіальна одиниця Уманського повіту Київської губернії з центром у селі Торговиця.
Станом на 1886 рік складалася з 9 поселень, 5 сільських громад. Населення — 9051 особа (4403 чоловічої статі та 4648 — жіночої), 1527 дворових господарств.
Наприкінці ХІХ ст. волость було ліквідовано, населені пункти увійшли до складу Оксанинської (Свердликове), Підвисоківської (Торговиця), Тальнівської (Павлівка, Чеснопіль) та Тальянської (Кам'янече) волостей.
|                     | Площа, десятин | У тому числі орної, дес. |
| ------------------- | -------------- | ------------------------ |
| Сільських громад    | 13974          | 11716                    |
| Приватної власності | 1744           | 1527                     |
| Казенної власності  | 1460           | 150                      |
| Іншої власності     | 287            | 236                      |
| Загалом             | 17465          | 13629                    |

Поселення волості:
- Торговиця — колишнє військове поселення при річці Синюха за 44 версти від повітового міста, 1570 осіб, 340 дворів, православна церква, каплиця, єврейський молитовний будинок, єврейське училище, школа, 3 ренськових погреби, 6 постоялих будинків, 4 постоялих двори, 42 лавки, 2 водяних млини, ярмарки по неділях через 2 тижні.
- Кам'янече — колишнє військове поселення при річці Шляхова Кам'янка, 2942 осіб, 569 дворів, православна церква, школа, 4 постоялих будинки, 4 водяних і вітряний млини.
- Павлівка — колишнє військове поселення при річці Довгай, 1459 осіб, 273 двори, православна церква, школа, постоялий будинок, вітряний млин.
- Свердликове — колишнє військове поселення при річці Кам'янка, 1821 особа, 311 дворів, православна церква, школа, 2 постоялих будинки, 2 водяних млини.
- Чеснопіль — колишнє військове поселення при річках Тікич і Синюха, 673 особи, 134 двори, православна церква, школа.